# Gåsborns landskommun
Gåsborns landskommun var en tidigare kommun i Värmlands län.

## Administrativ historik
När 1862 års kommunalförordningar trädde i kraft inrättades i Gåsborns socken i Färnebo härad i Värmland då denna kommun.
Vid kommunreformen 1952 uppgick denna kommun i Värmlandsbergs landskommun, som 1971 uppgick i Filipstads kommun.

## Politik

### Mandatfördelning i Gåsborns landskommun 1938-1946
| 4 | 13 | 3 |

| 20 |

| 2 | 15 | 3 |

| 20 |

| 3 | 14 | 3 |

| 19 |